# Reklama (album)
Reklama – pierwszy, debiutancki album Krzysztofa „K.A.S.Y.” Kasowskiego. Ukazał się nakładem wytwórni BMG Ariola Poland 6 lipca 1996.
Album promowały trzy single: Reklama, Kasanova oraz Sex i kasa.
W następujących utworach wykorzystano 5 samplingów:
- w utworze En.U.De.A – A Ty ptaszku kręglaszku (wyk. orkiestra dęta „Dzierzgowice” w domu kultury „Chemik” przy Zakładach Azotowych Kędzierzyn S.A.)
- w utworze Jak należy korzystać z malucha – Łoj co to za kobita co się boi pistulita (wyk. Franciszek Domagała[1])
- w utworze Reklama – Nasza matka Katarzyna łojcu nochol łoparzyła (wyk. Henryk Pawłowski)
- w utworze Mikrofo-On – Rozleciały mi się siwe gołębisie
- w utworze Sex i kasa – Kasa Sex (wyk. Maryla Rodowicz)

Promocji albumu towarzyszyła trasa koncertowa, w wyniku której album odniósł duży sukces, za co Kasowski otrzymał dwie nagrody za rok 1996: Indywidualność roku i Dance Music Awards za debiut tegoż roku. Artysta dostał też nominację do Nagrody Muzycznej Fryderyki 1996 w kategorii muzyki tanecznej, przegrywając jednak z albumem Roberta Chojnackiego pt. Sax & Dance.

## Lista utworów
Opracowano na podstawie materiału źródłowego.
1. En.U.De.A. (J. Kochan, M. Felecki – K. Kasowski) – 2:39
2. Kasanova (J. Kochan, M. Felecki – K. Kasowski) – 3:40
3. Jak należy korzystać z malucha (J. Kochan, M. Felecki – K. Kasowski) – 3:00
4. Szpital dla chorych psychicznie i nerwowo (J. Kochan, M. Felecki – K. Kasowski) – 3:03
5. Reklama (K. Kasowski – K. Kasowski) – 3:13
6. Mikrofo-On (J. Kochan, M. Felecki – K. Kasowski) – 3:04
7. Sex i kasa (K. Kasowski, A. Korzyński – K. Kasowski, A. Korzyński – A. Korzyński) – 3:48
8. Łoj co to za kobita (J. Kochan, M. Felecki – K. Kasowski) – 3:48
9. En.U.De.A. Mix (Muffin Masta Mix) (J. Kochan, M. Felecki – K. Kasowski) – 4:01
10. Reklama Mix (Garaż Mix) (J. Kochan, M. Felecki – K. Kasowski) – 4:51
11. No kto! (J. Kochan, M. Felecki – K. Kasowski) – 3:35

Łączny czas: 39:02
Po utworze „No kto!” został zamieszczony ukryty utwór – „Reklama (Remix)”, trwający 5:44. Uwzględniając ten utwór, łączny czas utworów na płycie wynosi 44:46.

## Twórcy
- Krzysztof „K.A.S.A.” Kasowski – śpiew i teksty (wszystkie utwory), muzyka (utwór 5), gitara basowa, perkusja, dudy, okaryna, klawesyn
- Jacek Kochan – muzyka (utwory 1-4, 6, 8-11), realizacja nagrań
- Mieczysław Felecki – muzyka (utwory 1-4, 6, 8-11), realizacja nagrań, remiksy (utwory 9-10 oraz ukryty utwór)
- Jacek Gawłowski – mastering
- Studio 27 – projekt okładki
- Jerzy Linder – zdjęcia na okładce